# خلنج
الخَلَنْج أو العَجْرَم أو الشَّنْطَف (الاسم العلمي: Erica) هو جنس من النباتات يتبع فصيلة الخلنجية من الرتبة الخلنجيات.
ينتشر في الغابات، الأراضي البائرة والمنحدرات والتربة قليلة الكلس.

## صفاته
يصل ارتفاعه مابين 20 سم و100 س. خشبه كثيرالالتواءات وأوراقه دائمة، الأزهار وردية مابين شهر يوليو وتشرين الأول، تنتظم في عناقيد على جانب واحد تقريبا، التويج جريسي من 4 فصوص مجهز عند قاعدتها بقنابات خضراء.

## من أنواعه
- خلنج رمادي
- خلنج شجري
- خلنج هائم
- خلنج هدبي
- خلنج قنواتي
- خلنج لوزيتاني
- خلنج عشبي
- خلنج محلم
- خلنج إنتهائي

## صور

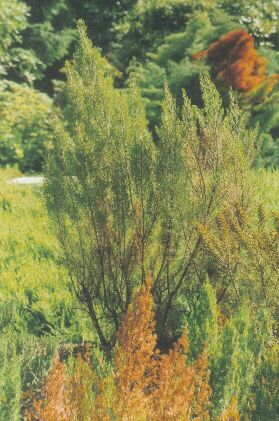
خلنج شجري
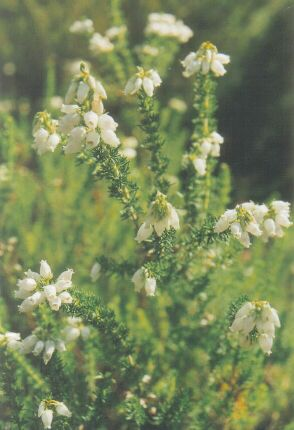
خلنج رمادي
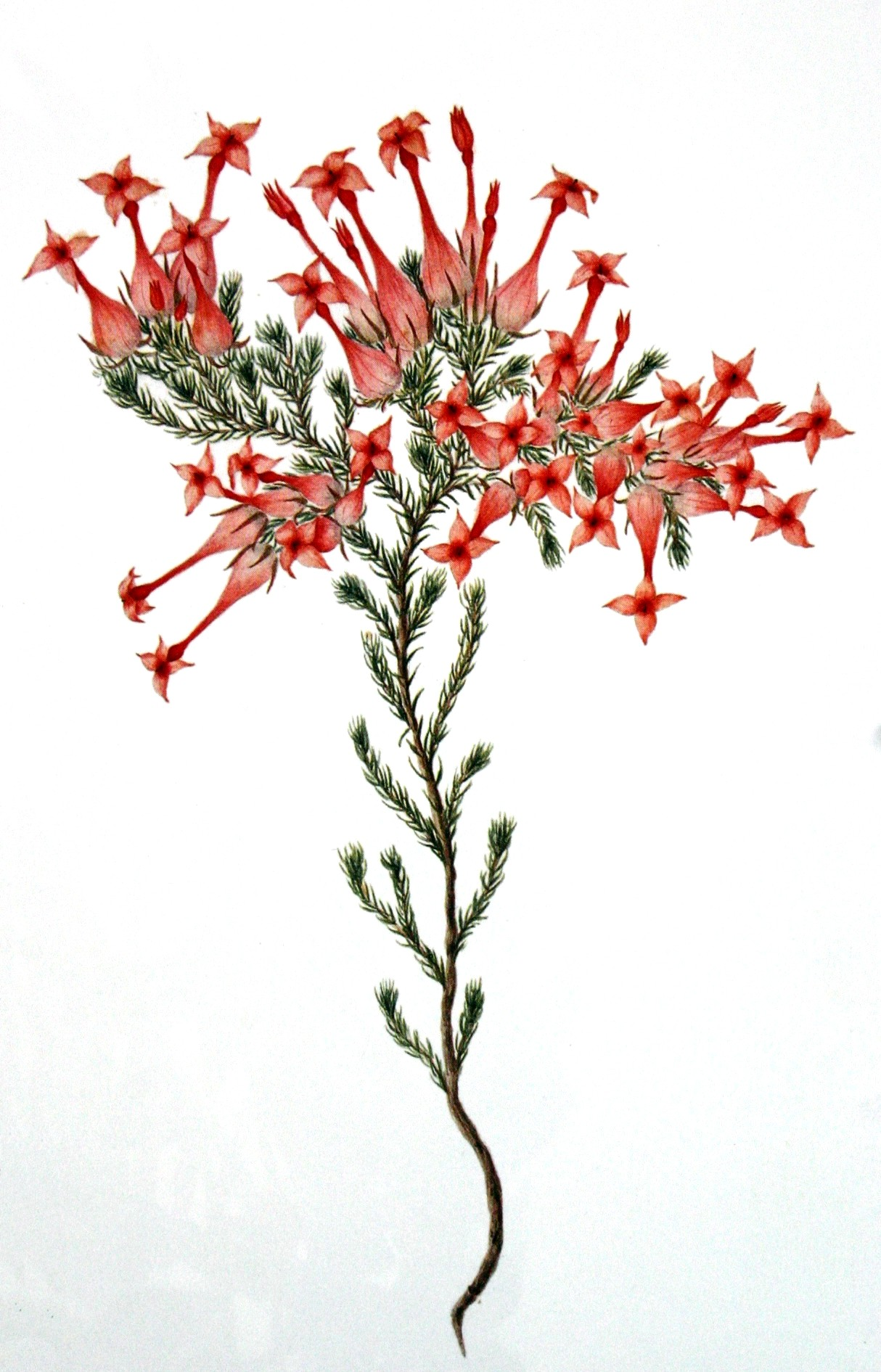
Erica junonia
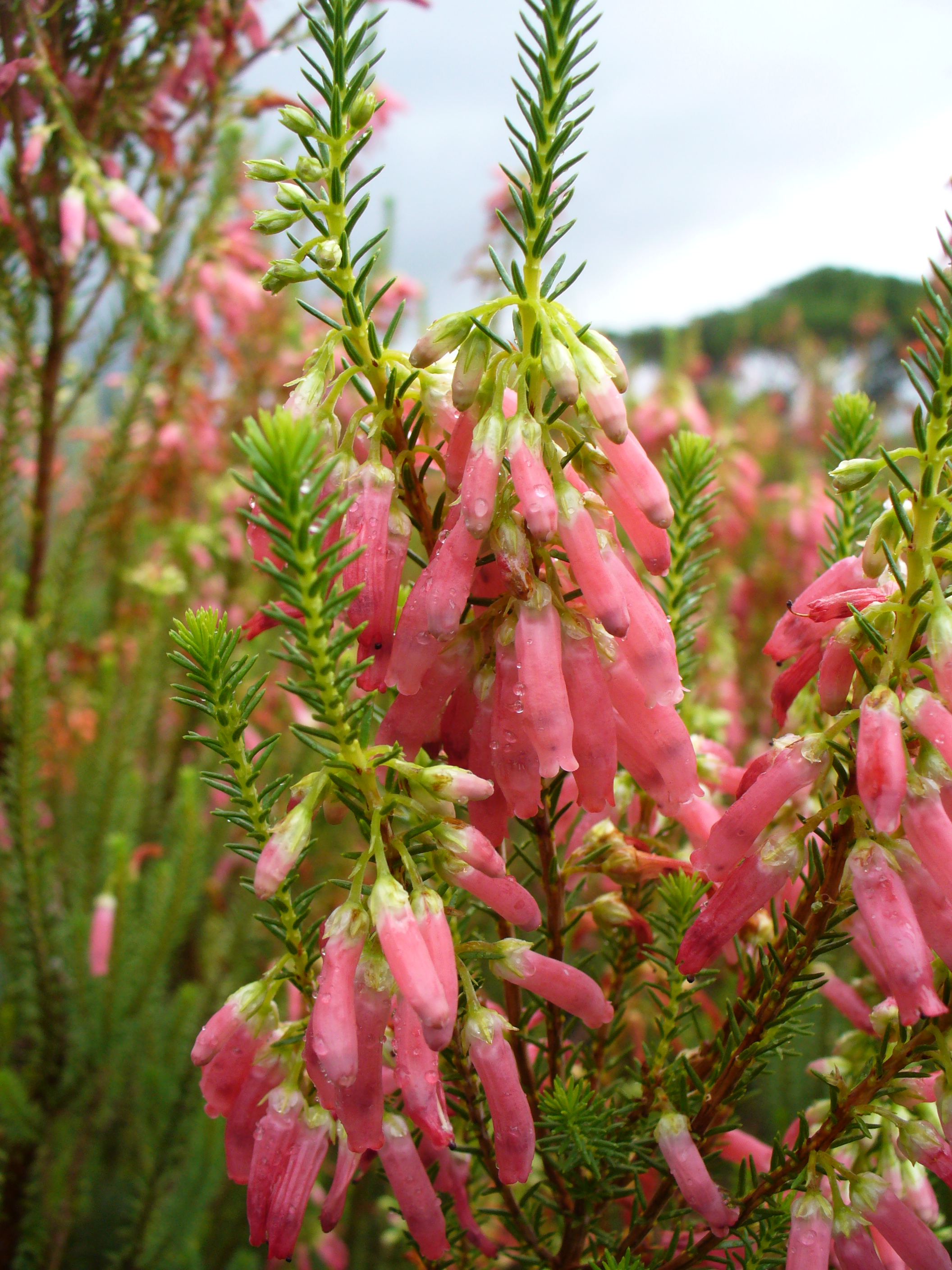
خلنج محلم
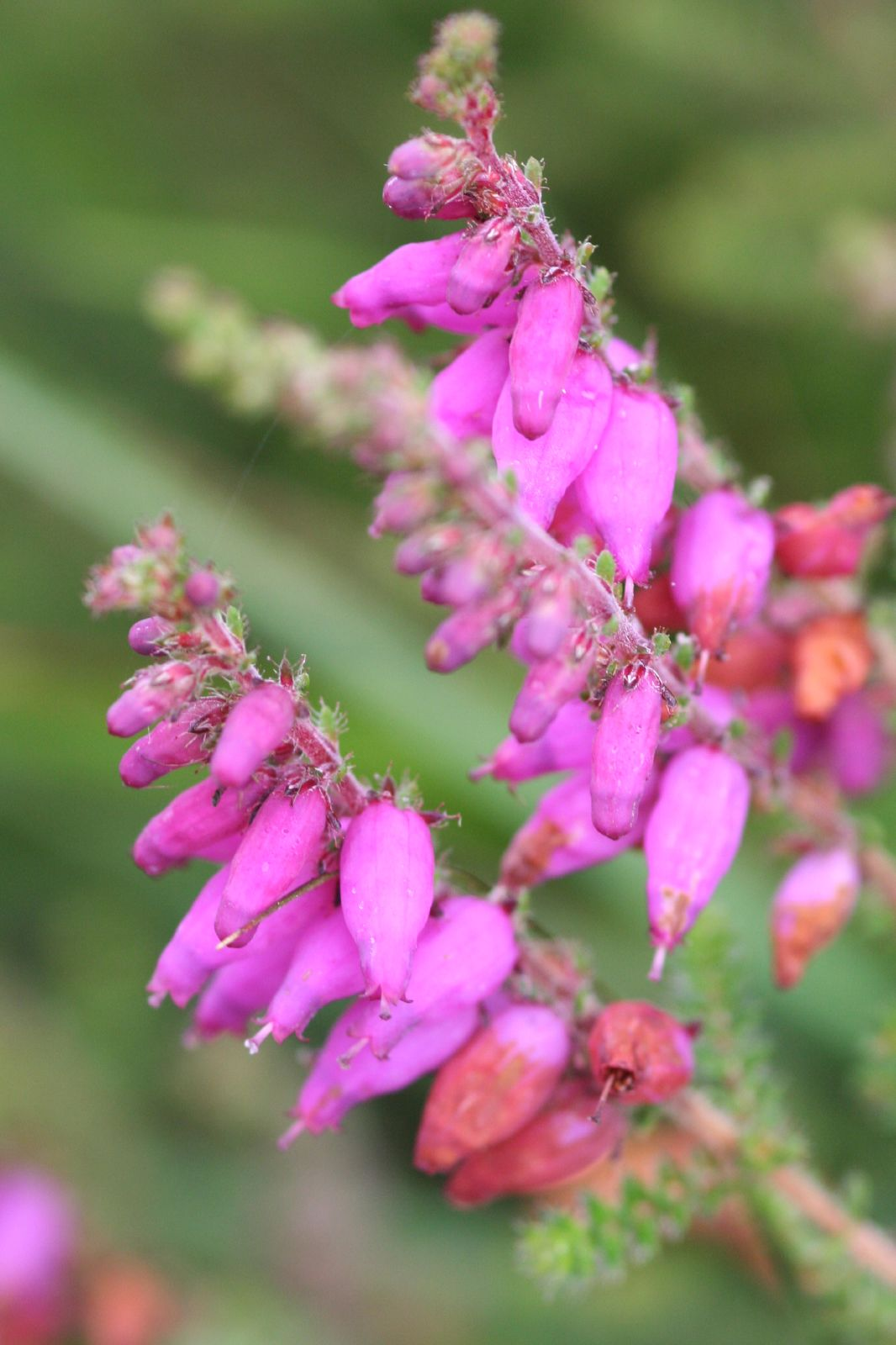
خلنج هدبي
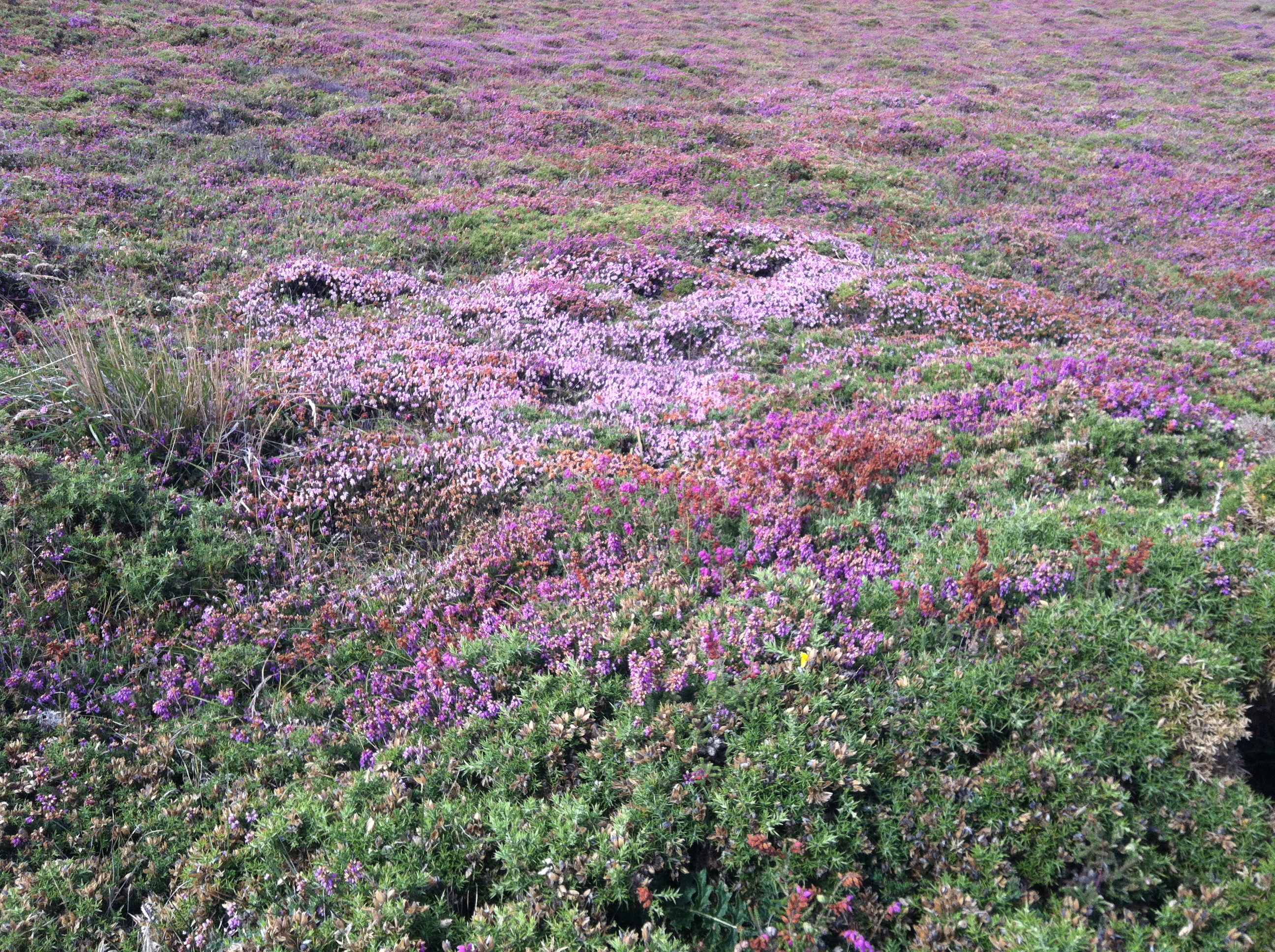
حقول الخلنج في أُرتِغال (جليقية في إسبانيا).